# 東町

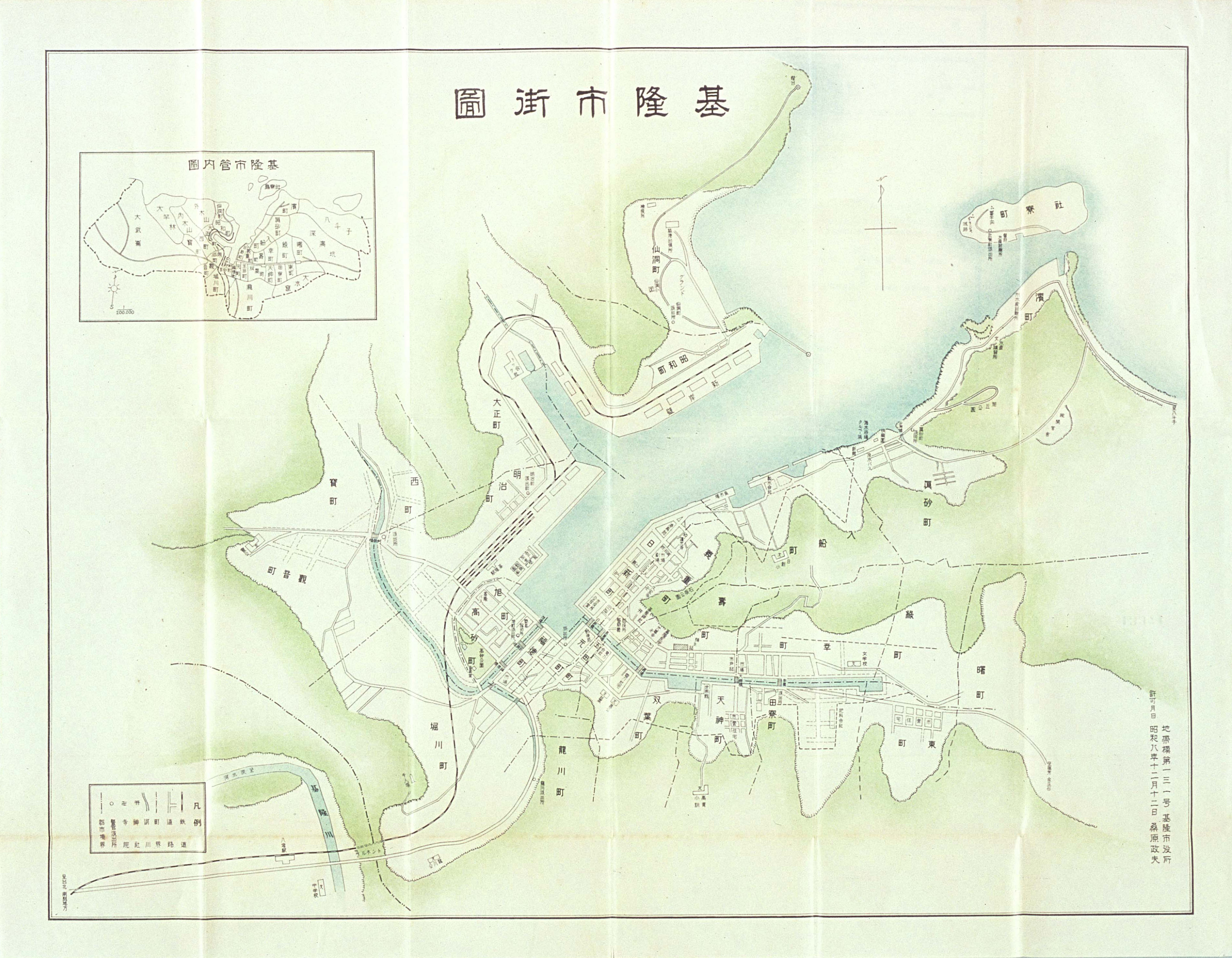
基隆市街圖

東町為台灣日治時期臺北州基隆市的一個町，於基隆市自昭和6年（1931年）10月1日實施町名改正後設置，位於東町一帶；當地原屬於基隆市大字田寮港。
東町約為現今地籍東明段的範圍，約為信義區禮儀里和禮東里北側。

## 町內設施
- 基隆市東町市營住宅[3]